# Nehemiah Persoff

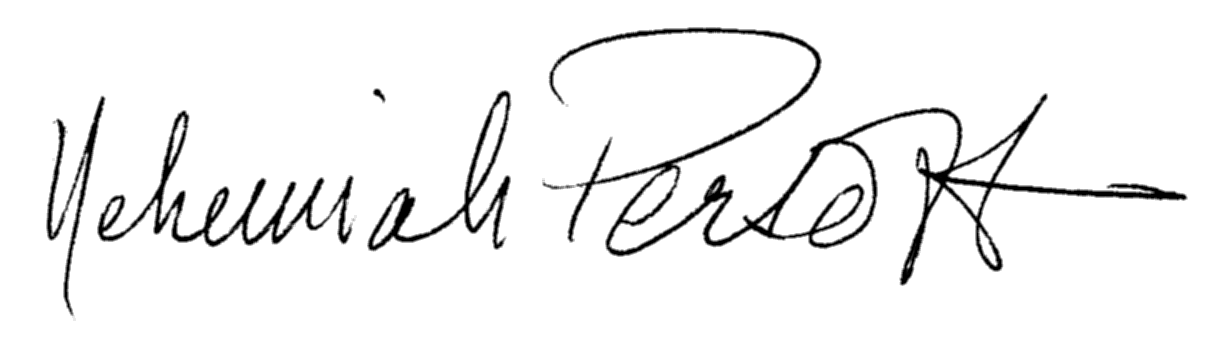
Firma di Nehemiah Persoff

Nehemiah Persoff (Gerusalemme, 2 agosto 1919 – San Luis Obispo, 5 aprile 2022) è stato un attore e pittore israeliano naturalizzato statunitense.

## Biografia
Era il figlio di Puah Holman (1887-1963) e Shmuel Persoff (1885-1961). Nel 1923 il padre emigrò negli Stati Uniti, dove lavorò come gioielliere e insegnante d'arte, e solo sei anni dopo, nel 1929, fu raggiunto dalla moglie e dai cinque figli.
Dopo gli studi all'Istituto Tecnico Ebraico, Persoff si arruolò durante la Seconda Guerra Mondiale, per poi iniziare a lavorare come elettricista per le linee metropolitane. Studiò in seguito recitazione sotto la guida di Elia Kazan presso l'Actors Studio, dove ebbe come compagni di corso James Whitmore e Julie Harris.
La sua carriera si protrasse nell'arco di 50 anni, dal 1948 al 1999. Ritiratosi dal mondo dello spettacolo, iniziò una carriera artistica secondaria nella pittura specializzandosi negli acquarelli, che espose in vari musei. Sposato per oltre 70 anni con Thia, che gli diede quattro figli, rimase vedovo nel 2021, un anno prima della morte, avvenuta a 102 anni..

## Filmografia

### Cinema
- La città nuda (The Naked City), regia di Jules Dassin (1948) (non accreditato)
- Fronte del porto (On the Waterfront), regia di Elia Kazan (1954) (non accreditato)
- Il colosso d'argilla (The Harder They Fall), regia di Mark Robson (1956)
- L'uomo dalla forza bruta (The Wild Party), regia di Harry Horner (1956)
- Il ladro (The Wrong Man), regia di Alfred Hitchcock (1956)
- Uomini in guerra (Men in War), regia di Anthony Mann (1957)
- La strada dei peccatori (Street of Sinners), regia di William Berke (1957)
- La diga sul Pacifico (This Angry Age), regia di René Clément (1958)
- Gli uomini della terra selvaggia (The Badlanders), regia di Delmer Daves (1958)
- Gangster, amore e... una Ferrari (Never Steal Anything Small), regia di Charles Lederer (1959)
- Verdi dimore (Green Mansions), regia di Mel Ferrer (1959)
- Al Capone, regia di Richard Wilson (1959)
- A qualcuno piace caldo (Some Like It Hot), regia di Billy Wilder (1959)
- La notte senza legge (Day of the Outlaw), regia di André De Toth (1959)
- Il grande spettacolo (The Big Show), regia di James B. Clark (1961)
- I comanceros (The Comancheros), regia di Michael Curtiz (1961)
- L'uncino (The Hook), regia di George Seaton (1963)
- I guai di papà (A Global Affair), regia di Jack Arnold (1964)
- Destino in agguato (Fate Is the Hunter), regia di Ralph Nelson (1964)
- La più grande storia mai raccontata (The Greatest Story Ever Told), regia di George Stevens (1965)
- L'emblema di Viktor (Too Many Thieves), regia di Abner Biberman (1967)
- The Money Jungle, regia di Francis D. Lyon (1967)
- Il giorno della civetta, regia di Damiano Damiani (1968)
- La forza invisibile (The Power), regia di Byron Haskin (1968)
- Panic in the City, regia di Eddie Davis (1968)
- Executive la donna che sapeva troppo (The Girl Who Knew Too Much), regia di Francis D. Lyon (1969)
- L'uomo della porta accanto (The People Next Door), regia di David Greene (1970)
- Zia, vuoi fare parte della CIA? (Mrs. Pollyfax-Spy), regia di Leslie H. Martinson (1971)
- Cielo rosso all'alba (Red Sky at Morning), regia di James Goldstone (1971)
- Lapin 360, regia di Robert Michael Lewis (1972)
- Psychic Killer, regia di Ray Danton (1975)
- La nave dei dannati (Voyage of the Damned), regia di Stuart Rosenberg (1976)
- Deadly Harvest, regia di Timothy Bond (1977)
- Uragano di fuoco (St. Helens), regia di Ernest Pintoff (1981)
- O'Hara's Wife, regia di William Bartman (1982)
- Yentl, regia di Barbra Streisand (1983)
- L'ultima tentazione di Cristo (The Last Temptation of Christ), regia di Martin Scorsese (1988)
- I gemelli (Twins), regia di Ivan Reitman (1988)

### Televisione
- The Philco Television Playhouse – serie TV, 4 episodi (1953-1955)
- The Alcoa Hour – serie TV, episodio 2x24 (1957)
- Climax! – serie TV, episodio 4x23 (1958)
- Le grandi fiabe (Shirley Temple's Storybook) – serie TV, episodio 1x14 (1958)
- Mr. Lucky – serie TV, episodio 1x01 (1959)
- Ai confini della realtà (The Twilight Zone) – serie TV, episodio 1x10 (1959)
- Alfred Hitchcock presenta (Alfred Hitchcock Presents) – serie TV, episodi 3x04-5x17 (1957-1960)
- Startime – serie TV, 1 episodio (1960)
- Thriller – serie TV, episodio 1x22 (1961)
- Carovane verso il West (Wagon Train) – serie TV, 1 episodio (1961)
- Bus Stop – serie TV, episodio 1x06 (1961)
- The Dick Powell Show – serie TV, episodio 1x15 (1962)
- The New Breed – serie TV, episodio 1x22 (1962)
- Gli intoccabili (The Untouchables) – serie TV, 6 episodi (1959-1962)
- La città in controluce (Naked City) – serie TV, 6 episodi (1959-1963)
- Gli uomini della prateria (Rawhide) – serie TV, 2 episodi (1963-1964)
- Mr. Novak – serie TV, episodio 2x16 (1965)
- Polvere di stelle (Bob Hope Presents the Chrysler Theatre) – serie TV, 2 episodi (1964-1965)
- Seaway: acque difficili (Seaway) – serie TV, 1 episodio (1965)
- La legge di Burke (Burke's Law) – serie TV, 3 episodi (1964-1965)
- L'isola di Gilligan (Gilligan's Island) – serie TV, 1 episodio (1965)
- Ben Casey – serie TV, episodio 5x04 (1965)
- Convoy – serie TV, episodio 1x07 (1965)
- A Man Called Shenandoah – serie TV, episodio 1x14 (1965)
- La leggenda di Jesse James (The Legend of Jesse James) – serie TV, 1 episodio (1966)
- Viaggio in fondo al mare (Voyage to the Bottom of the Sea) – serie TV, 1 episodio (1966)
- Honey West – serie TV, episodio 1x21 (1966)
- Le cause dell'avvocato O'Brien (The Trials of O'Brien) – serie TV, 2 episodi (1966)
- La grande vallata (The Big Valley) – serie TV, episodi 2x02-2x03 (1966)
- Codice Gerico (Jericho) – serie TV, episodio 1x03 (1966)
- Kronos - Sfida al passato (The Time Tunnel) – serie TV, episodio 1x11 (1966)
- Organizzazione U.N.C.L.E. (The Man from U.N.C.L.E.) – serie TV, 1 episodio (1967)
- Le spie (I Spy) – serie TV, 2 episodi (1966-1967)
- The Danny Thomas Hour – serie TV, episodio 1x10 (1967)
- Maya – serie TV, episodio 1x11 (1967)
- Selvaggio west (The Wild Wild West) – serie TV, 3 episodi (1965-1968)
- Tarzan – serie TV, episodio 2x26 (1968)
- Reporter alla ribalta (The Name of the Game) – serie TV, 1 episodio (1968)
- Operazione ladro (It Takes a Thief) – serie TV, 1 episodio (1969)
- Missione impossibile (Mission: Impossible) – serie TV, 3 episodi (1966-1969)
- La terra dei giganti (Land of Giants) – serie TV, 1 episodio (1969)
- Dan August – serie TV, 1 episodio (1970)
- Ai confini dell'Arizona (The High Chaparral) – serie TV, episodio 4x10 (1970)
- Dottor Simon Locke (Dr. Simon Locke) – serie TV, 1 episodio (1971)
- Gli orsacchiotti di Chicago (The Chicago Teddy Bears) – serie TV, 1 episodio (1971)
- Mod Squad, i ragazzi di Greer (The Mod Squad) – serie TV, 3 episodi (1969-1972)
- Jefferson Keyes – serie TV, 1 episodio (1972)
- Adam-12 – serie TV, 1 episodio (1972)
- Mannix – serie TV, 1 episodio (1972)
- Le strade di San Francisco (The Streets of San Francisco) – serie TV, 1 episodio (1972)
- Search – serie TV, 1 episodio (1973)
- Love, American Style – serie TV, 2 episodi (1970-1973)
- McMillan e signora (McMillan & Wife) – serie TV, 1 episodio (1974)
- Gunsmoke – serie TV, 6 episodi (1965-1975)
- Marcus Welby (Marcus Welby, M.D.) – serie TV, 3 episodi (1969-1975)
- Ellery Queen – serie TV, episodio 1x10 (1975)
- Colombo (Columbo) – serie TV, episodio 5x05 (1976)
- Baretta – serie TV, 1 episodio (1976)
- L'uomo da sei milioni di dollari (The Six Million Dollar Man) – serie TV, 2 episodi (1977)
- Wonder Woman – serie TV, 1 episodio (1977)
- Uno sceriffo a New York (McCloud) – serie TV, 2 episodi (1973-1977)
- Hunter – serie TV, 1 episodio (1977)
- Quincy (Quincy M.E.) – serie TV, 1 episodio (1977)
- Charlie's Angels – serie TV, episodio 2x12 (1977)
- Pepper Anderson - Agente speciale (Police Woman) – serie TV, 1 episodio (1977)
- La fuga di Logan (Logan's Run) – serie TV, 1 episodio (1978)
- La casa nella prateria (Little House on the Prairie) – serie TV, episodio 4x19 (1978)
- La donna bionica (The Bionic Woman) – serie TV, 1 episodio (1978)
- Vega$ – serie TV, 1 episodio (1978)
- Nel tunnel dei misteri con Nancy Drew e gli Hardy Boys (The Hardy Boys/Nancy Drew Mysteries) – serie TV, 2 episodi (1978)
- Ziegfeld e le sue follie (Ziegfeld: The Man and His Women), regia di Buzz Kulik – film TV (1978)
- Hawaii Squadra Cinque Zero (Hawaii Five-O) – serie TV, 7 episodi (1968-1979)
- Supertrain – serie TV, 1 episodio (1979)
- Galactica (Battlestar Galactica) – serie TV, episodio 1x22 (1979)
- Sulle strade della California (Police Story) – serie TV, 2 episodi (1974-1979)
- B.A.D. Cats – serie TV, 1 episodio (1980)
- Fantasilandia (Fantasy Island) – serie TV, 2 episodi (1978-1980)
- L'amico Gipsy (The Littlest Hobo) – serie TV, 1 episodio (1980)
- Barney Miller – serie TV, 3 episodi (1978-1981)
- Top Secret (Scarecrow and Mrs. King) – serie TV, 1 episodio (1984)
- Magnum, P.I. – serie TV, 1 episodio (1985)
- Hotel – serie TV, 1 episodio (1985)
- L'albero delle mele (The Facts of Life) – serie TV, 1 episodio (1986)
- Autostop per il cielo (Highway to Heaven) – serie TV, episodio 2x20 (1986)
- Adderly – serie TV, 1 episodio (1986)
- MacGyver – serie TV, 1 episodio (1989)
- Avvocati a Los Angeles (L.A. Law) – serie TV, 1 episodio (1990)
- Star Trek: The Next Generation – serie TV, episodio 3x22 (1990)
- Hunter – serie TV, 1 episodio (1990)
- La signora in giallo (Murder, She Wrote) – serie TV, episodio 7x08 (1990)
- Doogie Howser – serie TV, 1 episodio (1992)
- Ragionevoli dubbi (Reasonable Doubts) – serie TV, 1 episodio (1993)
- Law & Order - I due volti della giustizia (Law & Order) – serie TV, 1 episodio (1993)
- Chicago Hope – serie TV, 1 episodio (1995)

## Doppiaggio
- Fievel sbarca in America (An American Tail), regia di Don Bluth (1986)
- Fievel conquista il West (An American Tail: Fievel Goes West), regia di Phil Nibbelink e Simon Wells (1991)
- Fievel - Il tesoro dell'isola di Manhattan (An American Tail: The Treasure of Manhattan Island), regia di Larry Latham (1998)
- Fievel - Il mistero del mostro della notte (An American Tail: The Mystery of the Night Monster), regia di Larry Latham (1999)

## Doppiatori italiani
- Bruno Persa in Al Capone, La notte senza legge, I comanceros
- Pino Locchi in Il colosso d'argilla
- Gianfranco Bellini in Il ladro
- Gualtiero De Angelis in La strada dei peccatori
- Paolo Stoppa in La diga sul Pacifico
- Nando Gazzolo in Gangster, amore e... una ferrari
- Mario Pisu in A qualcuno piace caldo
- Arturo Dominici in Il giorno della civetta
- Dante Biagioni in Star Trek: The Next Generation
- Mario Bardella in L'ultima tentazione di Cristo
- Mario Mastria in I gemelli
- Marcello Tusco in Law & Order - I due volti della giustizia

Da doppiatore è sostituito da:
- Renzo Palmer in Fievel sbarca in America
- Sandro Sardone in Fievel conquista il West
- Giorgio Lopez in Fievel - Il tesoro dell'isola di Manhattan
- Giovanni Battezzato in Fievel - Il mistero del mostro della notte